# Liste der Baudenkmäler in Kranenburg (Niederrhein)
Die Liste der Baudenkmäler in Kranenburg (Niederrhein) enthält die denkmalgeschützten Bauwerke auf dem Gebiet der Gemeinde Kranenburg im Kreis Kleve in Nordrhein-Westfalen (Stand: April 2021). Diese Baudenkmäler sind in der Denkmalliste der Gemeinde Kranenburg eingetragen; Grundlage für die Aufnahme ist das Denkmalschutzgesetz Nordrhein-Westfalen (DSchG NRW).

| Bild                                        | Bezeichnung                                 | Lage                                  | Beschreibung                | Bauzeit | Eingetragen seit | Denkmal- nummer |
| ------------------------------------------- | ------------------------------------------- | ------------------------------------- | --------------------------- | ------- | ---------------- | --------------- |
| weitere Bilder                              | Katholische Pfarrkirche Kranenburg          | Kranenburg Kirchplatz 1 Karte         |                             |         | 08.11.1984       | 1               |
| weitere Bilder                              | Evangelische Pfarrkirche Kranenburg         | Kranenburg Große Str. 37 Karte        |                             |         | 08.11.1984       | 2               |
| weitere Bilder                              | Stadtmauer Kranenburg                       | Kranenburg Wanderstraße entlang       |                             |         | 08.11.1984       | 3               |
| weitere Bilder                              | Museum Katharinenhof                        | Kranenburg Mühlenstraße 7 Karte       |                             |         | 08.11.1984       | 4               |
| Stadtscheune Trappmann                      | Stadtscheune Trappmann                      | Kranenburg Neustraße 4 Karte          |                             |         | 08.11.1984       | 5               |
| Gebäude Neustr. 8                           | Gebäude Neustr. 8                           | Kranenburg Neustraße 8 Karte          | Rektorenhaus                |         | 08.11.1984       | 6               |
| Gebäude Neustr. 10                          | Gebäude Neustr. 10                          | Kranenburg Neustraße 10 Karte         | Rektorenhaus                |         | 08.11.1984       | 7               |
| Gebäude Große Str. 39                       | Gebäude Große Str. 39                       | Kranenburg Große Straße 39 Karte      |                             |         | 29.03.1985       | 8               |
| weitere Bilder                              | Gebäude Große Str. 59                       | Kranenburg Große Straße 59 Karte      |                             |         | 29.03.1985       | 9               |
| Gebäude Wanderstr. 39-41                    | Gebäude Wanderstr. 39-41                    | Kranenburg Wanderstraße 39 - 41 Karte |                             |         | 08.11.1984       | 10              |
| Gebäude Galgensteeg 4                       | Gebäude Galgensteeg 4                       | Kranenburg Galgensteeg 4 Karte        |                             |         | 08.11.1984       | 11              |
| weitere Bilder                              | Mühlenturm Kranenburg                       | Kranenburg Mühlenstraße 17 Karte      |                             |         | 08.10.1986       | 12              |
| Haus Mentrop                                | Haus Mentrop                                | Kranenburg Bahnhofstraße 7 Karte      |                             |         | 12.03.1986       | 13              |
| weitere Bilder                              | Katholische Pfarrkirche Mehr                | Mehr Wibbeltstraße 39 Karte           |                             |         | 08.11.1984       | 14              |
| weitere Bilder                              | Haus Zelem                                  | Mehr Zelemer Weg 15 Karte             |                             |         | 08.11.1984       | 15              |
| Gut Halberthof                              | Gut Halberthof                              | Mehr Wibbeltstraße 52 Karte           |                             |         | 08.11.1984       | 16              |
| Gebäude Stüvenest 15                        | Gebäude Stüvenest 15                        | Mehr Stüvenest 15 Karte               |                             |         | 08.11.1984       | 17              |
| Gebäude Wibbeltstr. 54                      | Gebäude Wibbeltstr. 54                      | Mehr Wibbeltstraße 54 Karte           |                             |         | 29.03.1985       | 18              |
| weitere Bilder                              | Windmühle Mehr                              | Mehr Wibbeltstraße 18 Karte           |                             |         | 29.03.1985       | 19              |
| weitere Bilder                              | Katholische Pfarrkirche Nütterden           | Nütterden Antoniusweg 4 Karte         |                             |         | 08.11.1984       | 20              |
| Alte Schule Nütterden                       | Alte Schule Nütterden                       | Nütterden Hoher Weg 1 Karte           |                             |         | 05.09.1984       | 21              |
| Gebäude Schmelendriß 29                     | Gebäude Schmelendriß 29                     | Nütterden Schmelendriß 29 Karte       |                             |         | 29.03.1985       | 22              |
| Gebäude Lindenstraße 37                     | Gebäude Lindenstraße 37                     | Nütterden Lindenstraße 37 Karte       |                             |         | ausgetragen      | 23              |
| Gebäude Eickestall 15                       | Gebäude Eickestall 15                       | Nütterden Eickestall 15 Karte         |                             |         | 29.03.1985       | 24              |
| Gebäude Siep 7                              | Gebäude Siep 7                              | Nütterden Siep 7 Karte                |                             |         | 06.01.1987       | 25              |
| weitere Bilder                              | Katholische Pfarrkirche St. Martin Zyfflich | Zyfflich Kirchstraße 2 Karte          |                             |         | 08.11.1984       | 26              |
| Haus Germenseel                             | Haus Germenseel                             | Zyfflich Kleyen 17 Karte              |                             |         | 29.03.1985       | 27              |
| weitere Bilder                              | Katholische Pfarrkirche Wyler               | Wyler Krumme Straße 3 Karte           |                             |         | 08.11.1984       | 28              |
| weitere Bilder                              | Katholische Kirche Niel                     | Niel Kranenburger Straße 1 Karte      |                             |         | 08.11.1984       | 29              |
| weitere Bilder                              | Katholische Pfarrkirche Frasselt            | Frasselt Gocher Straße 57 Karte       |                             |         | 08.11.1984       | 30              |
| Gebäude Große Str. 17                       | Gebäude Große Str. 17                       | Kranenburg Große Straße 17 Karte      |                             |         | 31.08.1987       | 31              |
| Gebäude Dorfstr. 1                          | Gebäude Dorfstr. 1                          | Nütterden Dorfstraße 1 Karte          |                             |         | 10.07.1991       | 32              |
| Haus Klarenbeck                             | Haus Klarenbeck                             | Nütterden Klarenbeck 11 Karte         |                             |         | 09.01.1997       | 33              |
|                                             | Hofanlage Cattelans                         |                                       |                             |         | ausgetragen      | 34              |
| Gebäude Wibbeltstr. 36                      | Gebäude Wibbeltstr. 36                      | Mehr Wibbeltstraße 36 Karte           |                             |         | 26.05.2003       | 35              |
| Mühlenhof                                   | Mühlenhof                                   | Mehr Wibbeltstraße 16 Karte           |                             |         | 26.05.2003       | 36              |
| Gebäude Wanderstr. 37                       | Gebäude Wanderstr. 37                       | Kranenburg Wanderstraße 37 Karte      |                             |         | 26.05.2003       | 37              |
| Bentumshof Welligenpaß 21                   | Bentumshof Welligenpaß 21                   | Niel Welligenpaß 21 Karte             |                             |         | 26.05.2003       | 38              |
| Gebäude Wanderstr. 27                       | Gebäude Wanderstr. 27                       | Kranenburg Wanderstraße 27 Karte      |                             |         | 26.05.2003       | 39              |
| Gebäude Wanderstr. 25                       | Gebäude Wanderstr. 25                       | Kranenburg Wanderstraße 25 Karte      |                             |         | 26.05.2003       | 40              |
| Gebäude Wanderstr. 5                        | Gebäude Wanderstr. 5                        | Kranenburg Wanderstraße 5 Karte       |                             |         | 26.05.2003       | 41              |
| Gebäude Schmelendriß 15                     | Gebäude Schmelendriß 15                     | Nütterden Schmelendriß 15 Karte       |                             |         | 26.05.2003       | 42              |
| Krüzweghof                                  | Krüzweghof                                  | Niel Millinger Straße 10 Karte        |                             |         | 26.03.2003       | 43              |
| Gebäude Mehrer Str. 1                       | Gebäude Mehrer Str. 1                       | Niel Mehrer Straße 1 Karte            |                             |         | 26.05.2003       | 44              |
| Lindenhof Landstraße 6                      | Lindenhof Landstraße 6                      | Mehr Landstraße 6 Karte               |                             |         | 17.06.2003       | 45              |
| Neuenhofer Mühle Scheffenthum 29            | Neuenhofer Mühle Scheffenthum 29            | Kranenburg Scheffenthum 29 Karte      |                             |         | 26.05.2003       | 46              |
| weitere Bilder                              | ehem. St. Johannes Hospital Krbg.           | Kranenburg Kirchplatz 2 Karte         |                             |         | 02.05.2008       | 47              |
| Pastorat der Katholischen Kirche Kranenburg | Pastorat der Katholischen Kirche Kranenburg | Kranenburg Kirchplatz 1 Karte         |                             |         | 29.06.2009       | 48              |
| weitere Bilder                              | Rathaus -Altbau-                            | Kranenburg Klever Straße 4 Karte      |                             |         | 09.12.2009       | 49              |
| weitere Bilder                              | Friedhofskapelle Kranenburg                 | Kranenburg Paulistraße Karte          |                             |         | 18.01.2010       | 50              |
| Grabmal Familie van der Grinten             | Grabmal Familie van der Grinten             | Kranenburg Friedhof Kranenburg Karte  |                             |         | 09.12.2009       | 51              |
| Grabmal Familie Pauli "Rosa Mystica"        | Grabmal Familie Pauli "Rosa Mystica"        | Kranenburg Friedhof Kranenburg Karte  |                             |         | 09.12.2009       | 52              |
| Grabmal Komponist Thielen                   | Grabmal Komponist Thielen                   | Kranenburg Friedhof Kranenburg Karte  |                             |         | 09.12.2009       | 53              |
| Evangelisches Pastorat, Kranenburg          | Evangelisches Pastorat, Kranenburg          | Kranenburg Mühlenstraße 2 Karte       |                             |         | 02.06.2003       | 54              |
| Alte Küsterei, Kranenburg                   | Alte Küsterei, Kranenburg                   | Kranenburg Kirchplatz 4 Karte         |                             |         | 08.02.2011       | 55              |
| BW                                          | Gebäude Römerstraße 20a                     | Nütterden Römerstraße 20a Karte       |                             |         | 30.01.2012       | 56              |
| BW                                          | Bernsenhof                                  | Mehr Wibbeltstraße 119 Karte          |                             |         | 09.07.2012       | 57              |
| weitere Bilder                              | Peerenboomshof                              | Mehr Tutweg 33 Karte                  | Bauernhof mit Ferienwohnung |         | 20.11.2012       | 58              |